# Figure di suono
Con figure di suono o figure foniche si intendono tutte quelle figure retoriche relative alla fonetica delle parole. Ne sono un esempio l'allitterazione, l'onomatopea, la consonanza, l'assonanza eccetera.
Le figure foniche principali sono:
- Allitterazione: ripetizione degli stessi suoni all'inizio o all'interno di più parole[1].

Veni, vidi, vici.
(Gaio Giulio Cesare)
Sancte sator, suffragator,
Legum lator, largus dator.
(Un canto medievale)
The fair breeze blew, the white foam flew,
The furrow followed free.
We were the first that ever burst
Into the silent sea.
(Samuel Taylor Coleridge, La ballata del vecchio marinaio)
Before the Roman came to Rye or out to Severn strode,
The rolling English drunkard made the rolling English road.
A reeling road, a rolling road, that rambles round the shire,
And after him the parson ran, the sexton and the squire;
A merry road, a mazy road, and such as we did tread
The night we went to Birmingham by way of Beachy Head.
(Gilbert Keith Chesterton, La strada inglese vecchia)
- Assonanza: mette in relazione parole in cui le sillabe che vengono dopo l'accento tonico hanno le stesse vocali ma consonanti diverse.

È possibile che tutte le rime in una stanza siano connesse in catena di una assonanza:
Giunto a quel passo il giovinetto Alcide,
che fa capo al camin di nostra vita,
trovò dubbio e sospeso infra due guide
una via, che’ due strade era partita.
Facile e piana la sinistra ei vide,
di delizie e piacer tutta fiorita;
l’altra vestìa l’ispide balze alpine
di duri sassi e di pungenti spine.
(Giovan Battista Marino, L'Adone, Canto secondo, prima stanza)
- Consonanza: al contrario dell'assonanza, mette in relazione parole che, a partire dalla sillaba accentata hanno le stesse consonanti ma non le stesse vocali.
- Onomatopea: imitazione dei suoni naturali attraverso i suoni delle parole.
- Paronomasia: accostamento di parole molto simili dal punto di vista del suono.

selva selvaggia
(Dante Alighieri, Divina commedia)
Traduttore traditore
Pride and prejudice
(Jane Austen)
Sense and sensibility
(Jane Austen)